# Sarıkamış (district)
Sarıkamış is een Turks district in de provincie Kars en telt 51.591 inwoners (2007). Het district heeft een oppervlakte van 1971,0 km². Hoofdplaats is Sarıkamış.
De bevolkingsontwikkeling van het district is weergegeven in onderstaande tabel.
| 1997   | 2000   | 2007   | 2016   |
| ------ | ------ | ------ | ------ |
| 53.977 | 57.026 | 51.591 | 44.008 |

De bevolking van Sarıkamış daalt in een rap tempo (-4%). Van de 44.008 inwoners woonden er 16.609 in de stad Sarıkamış en 27.399 in de omliggende. dorpen (55 dorpen in totaal). De urbanisatiegraad in het district is 38%. 